# Jean Alavoine
Jean Alavoine (Roubaix, 1 de abril de 1888 - 18 de julio de 1943) fue un ciclista francés, profesional entre los años 1909 y 1925, durante los cuales logró 29 victorias. Entre esas victorias, destacan 17 triunfos de etapa en el Tour de Francia, carrera que nunca llegó a ganar, aunque estuvo cerca de lograrlo. Fue 2.º en 1919 y 1922, 3.º en 1909 y 1914 y 5.º en 1912. Fue el primer ciclista en conseguir subir a podios de Grandes Vueltas con diez o más años de diferencia.
Falleció el 18 de julio de 1943 en el transcurso de una carrera para veteranos en Argenteuil.

## Palmarés
1909
- Campeón de Francia de ciclismo en ruta
- 3.º en el Tour de Francia, más 2 etapas

1911
- 3.º en el Campeonato de Francia de ciclismo en ruta

1912
- 5.º en el Tour de Francia, más 3 etapas

1914
- 2.º en el Tour de Francia, más 5 etapas

1919
- 3.º en el Tour de Francia, más 1 etapa

1920
- Campeón de Francia de ciclismo en ruta
- 3.º en el Giro de Italia, más 2 etapas

1922
- 2.º en el Tour de Francia, más 3 etapas
- 3.º en el Campeonato de Francia de ciclismo en ruta

1923
- 3 etapas en el Tour de Francia

## Resultados en Grandes Vueltas
Durante su carrera deportiva ha conseguido los siguientes puestos en las Grandes Vueltas:
| Carrera         | 1909 | 1910 | 1911 | 1912 | 1913 | 1914 | 1915 | 1916 | 1917 | 1918 | 1919 | 1920 | 1921 | 1922 | 1923 | 1924 | 1925 |
| --------------- | ---- | ---- | ---- | ---- | ---- | ---- | ---- | ---- | ---- | ---- | ---- | ---- | ---- | ---- | ---- | ---- | ---- |
| Giro de Italia  | -    | -    | -    | -    | -    | -    | X    | X    | X    | X    | -    | 3º   | -    | -    | -    | -    | -    |
| Tour de Francia | 3.º  | -    | -    | 5.º  | 19.º | 3º   | X    | X    | X    | X    | 2º   | Ab.  | Ab.  | 2º   | Ab.  | 14.º | 13.º |
| Vuelta a España | X    | X    | X    | X    | X    | X    | X    | X    | X    | X    | X    | X    | X    | X    | X    | X    | X    |